# Rock Me (Abba-låt)
Rock Me är en sång skriven av Benny Andersson och Björn Ulvaeus och inspelad av den svenska popgruppen Abba 1974, inför utgivningen av deras album Abba 1975. Låten släpptes som singel i Australien och Nya Zeeland 1976.

## Historik
Melodin började spelas in 18 oktober 1974 i Glen studio i Stocksund, och demoinspelningen hade arbetsnamnet "Didn't I?". En därefter inspelad version, som sjöngs av Agnetha Fältskog, hade titeln "Baby". En bit av den inspelningen togs med i medleyt "ABBA Undeleted" som sattes samman till CD-boxen Thank you for the Music 1994. Den slutgiltiga versionen av låten sjöngs in med Björn Ulvaeus som ledsångare. 
Abba framförde låten live under sina båda konsertturnéer 1977 och 1979-80. Låten togs med på gruppens samlingsalbum Greatest Hits Vol. 2 1979. När samlingsalbumet Abba Gold – Greatest Hits gavs ut i Australien 1992 togs "Rock Me" med istället för "Thank You for the Music".

### Studiomusiker
På inspelningen av "Rock Me" medverkar både Agnetha Fältskog och Anni-Frid Lyngstad i kören och därtill följande musiker.
- Benny Andersson: klaviatur
- Rutger Gunnarsson: elbas
- Roger Palm: trummor
- Finn Sjöberg: gitarr
- Björn Ulvaeus: gitarr
- Lasse Wellander: gitarr

### Singelskiva
1975 användes låten internationellt som B-sida till singeln "I Do, I Do, I Do, I Do, I Do" och efter att den toppat listorna i Australien och Nya Zeeland släpptes även "Rock Me" som en egen singel där 1976. 
Låten gavs även ut som singel i Jugoslavien 1979.
| Lista (1976) | Placering |
| ------------ | --------- |
| Australien   | 4         |
| Nya Zeeland  | 2         |

## Coverversioner
- Den brittiske sångaren Brendon Dunning (under artistnamnet Brendon) gjorde en cover av låten 1977.[3]
- Den tyska Eurodancegruppen E-Rotic spelade in en cover på sången på sitt Abba-tributalbum 1997.